# Defence
Defence bezeichnet im englischen Strafrecht neben actus reus und mens rea, den beiden positiven Voraussetzungen der Strafbarkeit, als drittes Element das Fehlen einer Verteidigungseinrede.

## Merkmale
Charakteristisch für die defences des englischen Strafrechts ist, dass die Einredefreiheit von actus reus und mens rea zwar materiellrechtliche Voraussetzung der Strafbarkeit ist, diese jedoch auch prozessrechtlich geltend gemacht werden muss. Ein auffallender Unterschied gegenüber den Rechtsordnungen Kontinentaleuropas ist, dass die Unterscheidung in rechtfertigende und entschuldigende Strafausschlussgründe nicht vorgenommen wird:

“Any attempt to categorise defences as justifications or excuses would, in the present state of the law, be premature.”

„Jeglicher Versuch, Verteidigungseinreden in Rechtfertigungs- und Entschuldigungsgründe einzuteilen, wäre angesichts des gegenwärtigen Rechtsstands vorschnell.“

## Arten vondefences
Zu den wichtigsten defences zählen:
- Defence of consent: ~ Einwilligung
- Duress by threats: ~ Nötigung, ‚Notstand‘[2]
- Necessity/Duress by circumstance: ~ Notlage aufgrund von äußeren Umständen
- Defence of mistake: ~ unvermeidbarer Verbotsirrtum[2]
- Self-defence oder private defence: ~ Selbstverteidigung, ‚Notwehr‘[2]
- Prevention of a crime: ~ Abwendung einer Straftat
- Lawful chastisement: ~ Rechtmäßige Züchtigung
- Defence of infancy: ~ ‚altersbedingte Strafunmündigkeit‘[2]
- Defence of insanity: ~ ‚geistig-seelische Störung‘[2]
- Defence of intoxication: ~ ‚Rausch‘[2]